# Carlos Alberto Parreira
Carlos Alberto Parreira, född 27 februari 1943 i Rio de Janeiro, är en brasiliansk fotbollstränare, f.d. förbundskapten för Brasiliens fotbollslandslag
Carlos Alberto Parreira har en lång karriär som tränare bakom sig där hans största framgångar kommit vid hans olika uppdrag hos det brasilianska fotbollsförbundet. Parreira var med i VM-staben 1970 då Brasilien tog sitt tredje VM-guld och förbundskapten när Brasilien vann VM-guld 1994.

## Tränaruppdrag
- Brasiliens fotbollslandslag (1991-1994, 2002-2006)
  - VM-guld 1994
  - Fifa Confederations Cup 2005
- Kuwaits herrlandslag i fotboll
- Ghanas herrlandslag i fotboll